# احسان ابوئی
احسان ابوئی مهریزی (زاده ۱۴ اسفند ۱۳۶۸، مهریز) بازیکن هندبال ایرانی است که در پست گوش چپ برای باشگاه بافق یزد و تیم ملی هندبال ایران بازی می‌کند.

## حضور در تیم ملی ایران
ابوئی در مسابقات قهرمانی مردان آسیا در سال ۲۰۱۴ مدال برنز را به همراه تیم ایران کسب کرد. هم‌چنین در مسابقات قهرمانی جهان در سال ۲۰۱۵ و مسابقات قهرمانی آسیا در سال ۲۰۱۶ نیز عضو تیم ملی بود.

### مسابقات بین‌المللی
قهرمانی آسیا
- منامه ۲۰۱۶

بازی‌های آسیایی
- گوانگژو ۲۰۱۰ –  مدال نقره
- دوحه ۲۰۱۴

قهرمانی جهان
- دوحه ۲۰۱۵